# Растрёпанный воробей
«Растрёпанный воробей» (укр. Розпатланий горобець) — советский рисованный мультфильм 1967 года, снят по мотивам одноимённой сказки Константина Паустовского.

## Сюжет
В маленьком городе живёт девочка Маша со своей няней Петровной. Им всё время докучает ворона, которая крадёт еду со стола, когда Петровна открывает форточку. Неподалёку живёт воробей по имени Пашка. Как-то ночью Пашка влетает в форточку, и у него с девочкой начинается дружба.

## Съёмочная группа
| автор сценария и режиссёр-постановщик | Алла Грачёва                                                                             |
| художник-постановщик                  | Александр Лавров                                                                         |
| композиторы                           | Александр Зацепин, Евгений Крылатов                                                      |
| художники-мультипликаторы             | Владимир Гончаров, Константин Чикин, Нина Чурилова, Р. Пружанский, В. Баев, Марк Драйцун |
| звукооператор                         | Игорь Погон                                                                              |
| оператор                              | Анатолий Гаврилов                                                                        |
| редактор                              | Светлана Куценко                                                                         |
| текст от автора                       | Алексей Полевой                                                                          |